# كيت راسيل
كيت راسيل (بالإنجليزية: Kate Russell)‏ هي صحفية ومقدمة تلفزيونية بريطانية، ولدت في 22 مايو 1968 في سانت ألبانز في المملكة المتحدة.

## وصلات خارجية
- كيت راسيل على موقع IMDb (الإنجليزية)